# St. Margarethen an der Raab
Pour les articles homonymes, voir Sankt Margarethen.
St. Margarethen an der Raab est une commune autrichienne du district de Weiz dans le land de Styrie.